# Antonio Segovia Moreno
Antonio Segovia Moreno   (Jabugo, 11 de març de 1923) va ser un polític espanyol. Va realitzar la carrera de Dret a Sevilla i a Madrid (1946).
Va ser alcalde de la ciutat de Huelva entre 1955 i 1960, mandat en què va promoure la construcció d'habitatges, part de l'Avinguda Martín Alonso Pinzón, la barriada d'Isla Chica i l'Estadi Colombino i va promoure el transport públic. L'últim any del seu mandat va aprovar un pla d'urbanisme de l'Avinguda Andalusia actual. També va ser president de l'Institut Nacional de Previsió.
Representant per la província de Huelva a les Corts Espanyoles en el període 1971-1977.